# Tom Fahlroth
Tom Siggardt Fahlroth, född 6 november 1921 i Falun, död där 20 mars 1980, var en svensk konstnär. 
Han var son till landssekreteraren John Hugo Siggardt Fahlroth och Greta Maria Hæffner. Fahlroth studerade vid Edvin Ollers målarskola i Stockholm 1942 samt under studieresor till Frankrike, Schweiz och Italien. Separat ställde han ut på bland annat Falu konsthall och SDS-hallen i Malmö, han medverkade i samlingsutställningar med Dalarnas konstförening. Hans konst består av fintonat valörmåleri med interiörer och figursaker som centrala motiv samt landskapsmotiv ofta med ensamma träd.